# Османски калифат
Османски калифат (1517—1924), под Османском династијом, био је посљедњи исламски калифат из касне средњовјековне и ране нововјековне ере. Током раста османске моћи, османски владари су претендовали на калифатски ауторитет откако је Мурат I освојио Једрене 1362. године. Касније је Селим I, освајањем и уједињењем муслиманских земаља, постао заштитник Светих градова Меке и Медине, што је додатно ојачало османско претендовање на калифат у исламско свијету.
Смрт Османског калифата догодила се због споре ерозије моћи у односу на западну Европу и због краја османске државе као посљедице подјеле Османско царства под мандатом Друштва народа. Абдулмеџид II, посљедњи османски калиф, држао је положај калифа неколико година након подјеле, али са секуларним реформама Мустафе Кемала и каснијим прогоном Османоглу породице из Турске Републике 1924. године, положај калифа је укинут.